# كريستينا أستاخوفا
كريستينا أندريانيفنا أستاخوفا (بالروسية: Кристина Андреевна Астахова)؛ ولد 25 فبراير 1997) لاعبة تزلج روسية في التزلج الزوجي مع شريكها أليكسي روغونوف، فازت بالميدالية الفضية الشتوية لعام 2015.